# 九郎九坂

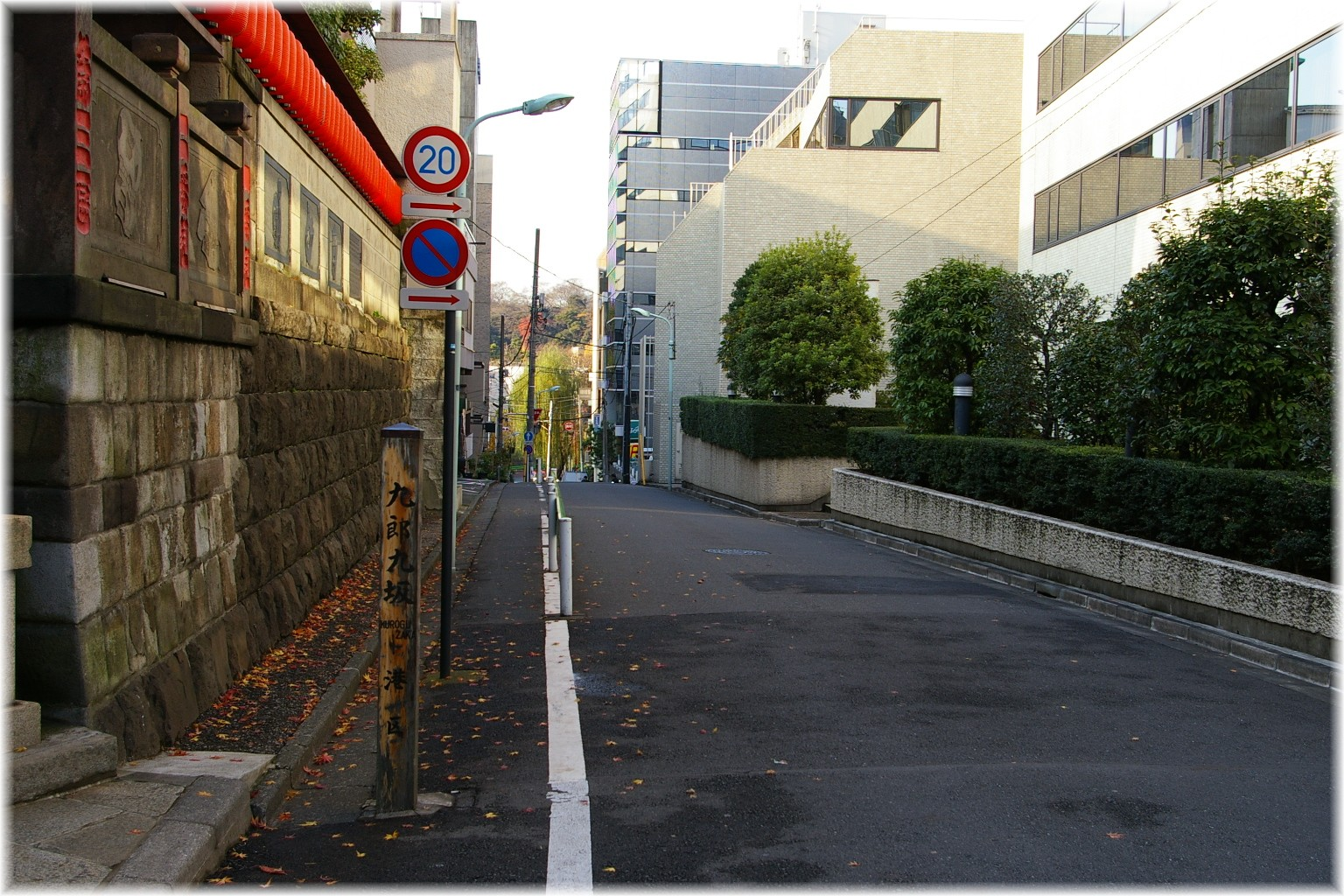
坂上青山通りより

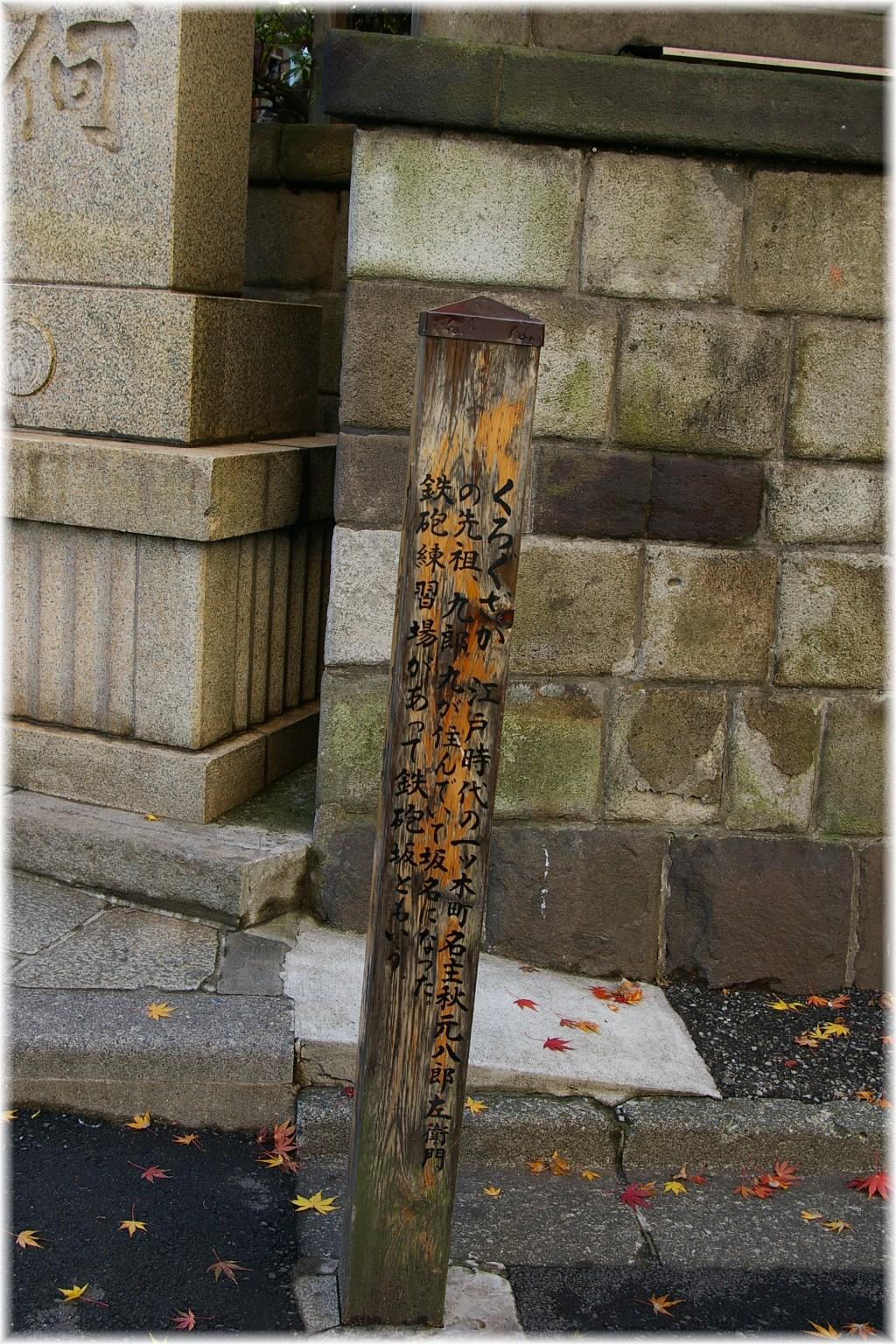
道標

九郎九坂（くろぐざか）とは、東京都港区元赤坂一丁目に存在する坂道。江戸時代は西側が定火消屋敷、東側が赤坂表・裏伝馬町二丁目。地面が鱗状であったことから、坂沿いは鱗店（うろこだな）とも呼ばれた。

## ロケーション
坂下で彈正坂と交わり、坂上で青山通りと交わる。登って右側が豊川稲荷東京別院である。

## 名の謂れ
江戸時代の一ツ木町の名主、秋元八郎左衛門の先祖九郎九が同所に居住していたことからこの名が付けられた。別名：鉄砲坂（付近に鉄砲の射撃場が存在したため）